# Grzegorz Niemyjski
Grzegorz Niemyjski (ur. 12 października 1970 roku w Legnicy) – polski rzeźbiarz, malarz, ceramik oraz animator działań plastycznych w przestrzeni otwartej.

## Życiorys
Absolwent Akademii Sztuk Pięknych we Wrocławiu (1994–1999). Dyplom z rzeźby uzyskał w 1999 r. w pracowni prof. Alfredy Poznańskiej i prof. Christosa Mandziosa. Od roku akademickiego 2006/2007 jest pracownikiem dydaktycznym w Katedrze Rzeźby na wrocławskiej Akademii Sztuk Pięknych. 11 lipca 2013 uzyskał doktorat w dyscyplinie sztuk pięknych „Treść i forma w rzeźbie”. Jest autorem rzeźb stojących na rynku w Legnicy oraz Strzegomiu.

## Nagrody i wyróżnienia
- XXV Wystawa Plastyki Zagłębia Miedziowego – wyróżnienie

## Wystawy
- „Jabłka + Drzewo” – Park Miejski, Legnica (1999)
- „Rytmy Natury” – Park Miejski, Legnica (1999)
- „Woda” – Park Miejski, Legnica (1999)
- „W Przestrzeni” – Galeria Miejska, Wrocław (2000)
- „Supermarket Sztuki” – Galeria ZPAP, Warszawa (2000)
- Wystawa Środowiska Plastycznego Legnicy – Galeria MIRO, Legnica (2001)
- „Rytmy Natury” i „Obiekty” – Blansko (2001)
- „Sztuki Piękne w Ogrodzie” – Ogród Botaniczny, Wrocław (2001)
- „Wystawa Plastyki Zagłębia Miedziowego” – Legnica (2001)
- „Supermatket Sztuki – wybór należy do ciebie” – Galeria ZPAP, Warszawa (2001)
- „Edyta Stein – Kamień i Papier” – Muzeum Miedzi, Legnica (2002)
- „25-ciu o Miłości” – Galeria Sztuki, Legnica (2003)
- „Wystawa indywidualna” – Galeria Sztuki Współczesnej, Kępno
- „Dialog II” – Wuppertal (2004)
- Wystawa poplenerowa po 40 Międzynarodowym Plenerze Ceramiczno Rzeźbiarskim – Bolesławiec, Wrocław, Poznań, Drezno, Praga (2004-2005)
- „XXV Wystawa Plastyki Zagłębia Miedziowego” – Legnica (2005-2006)
- „Drogi Twórcze” – Wuppertal[1][6][7][8][4][9][10][5][11]

## Galeria

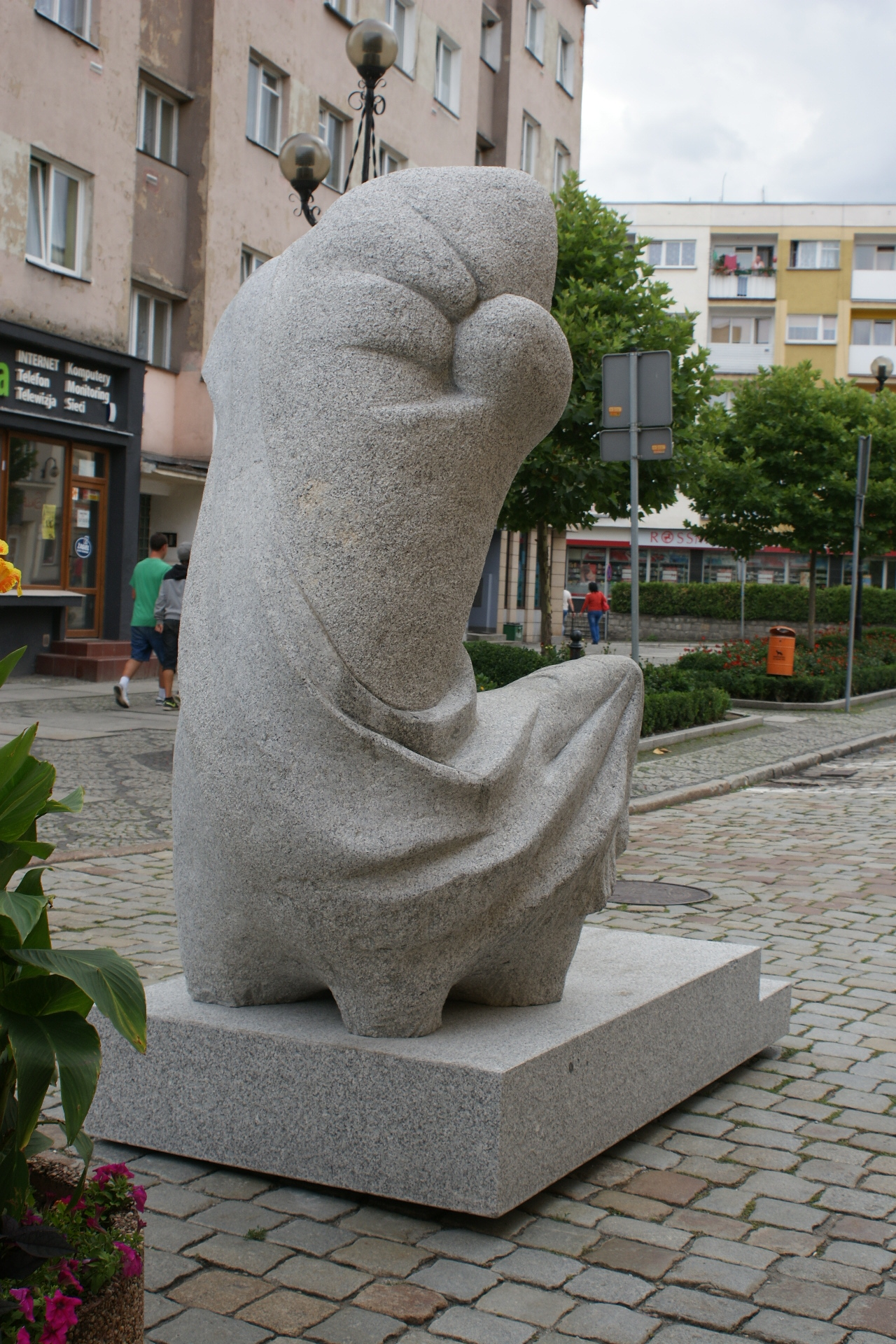
Matka
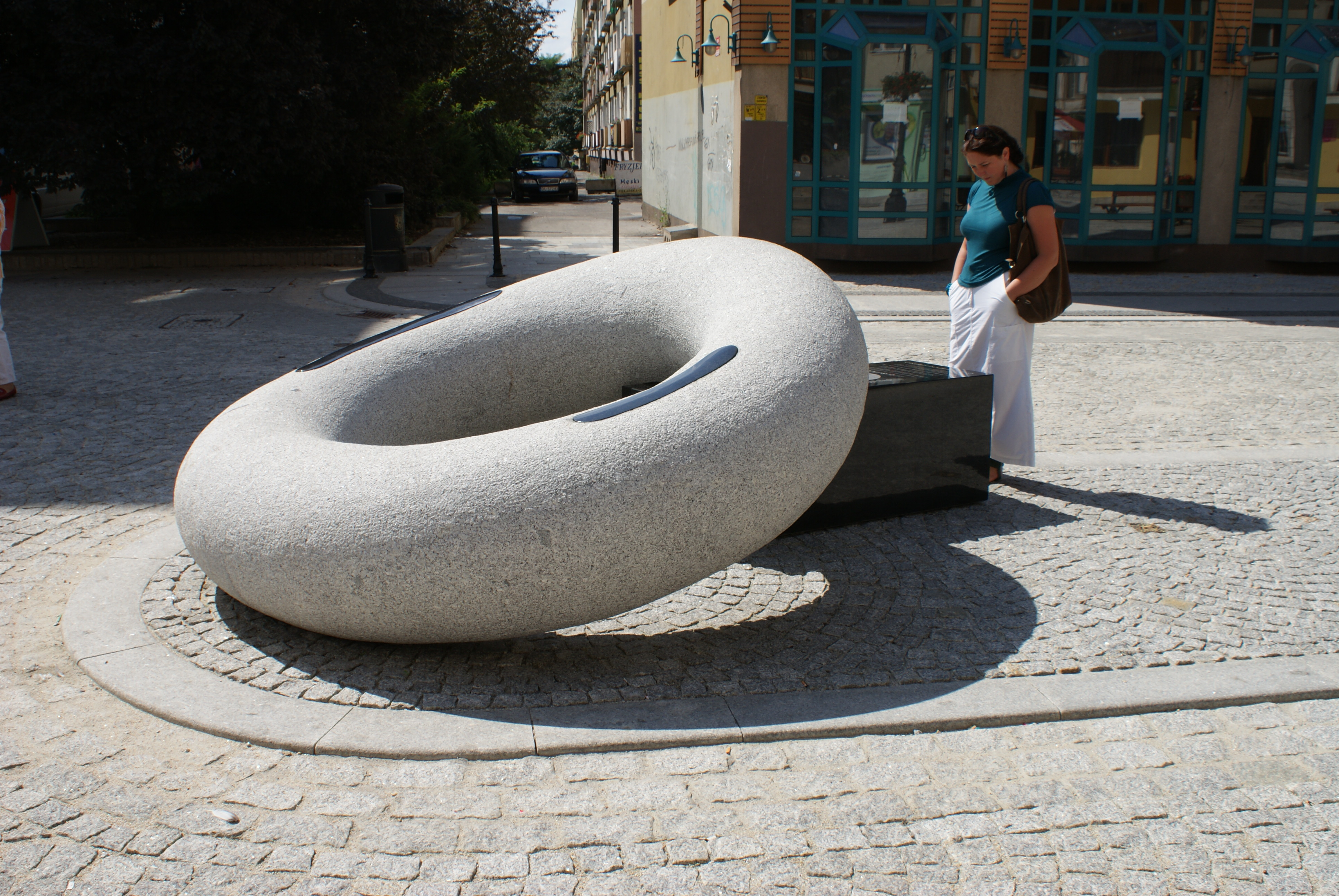
Ring
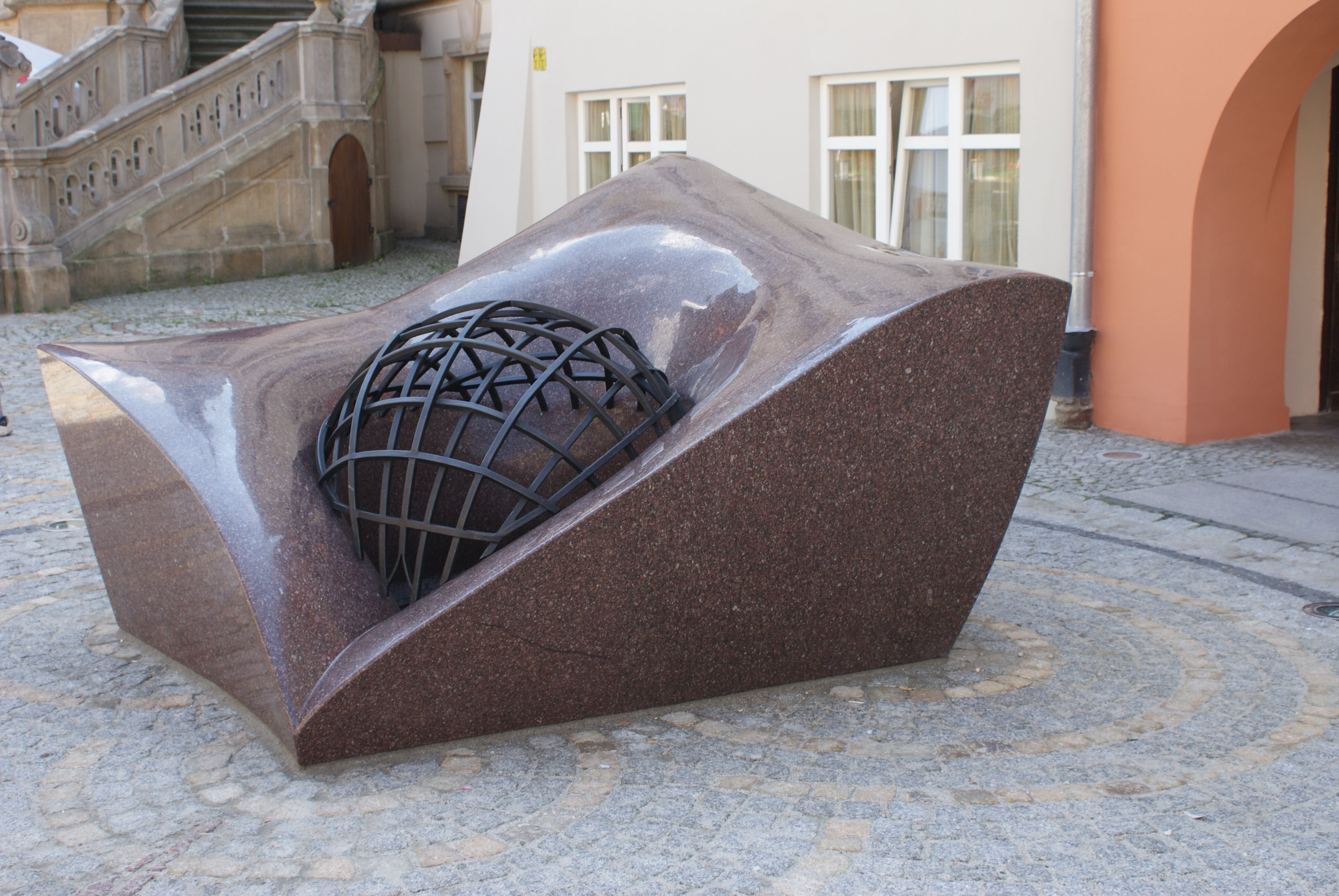
Studnia
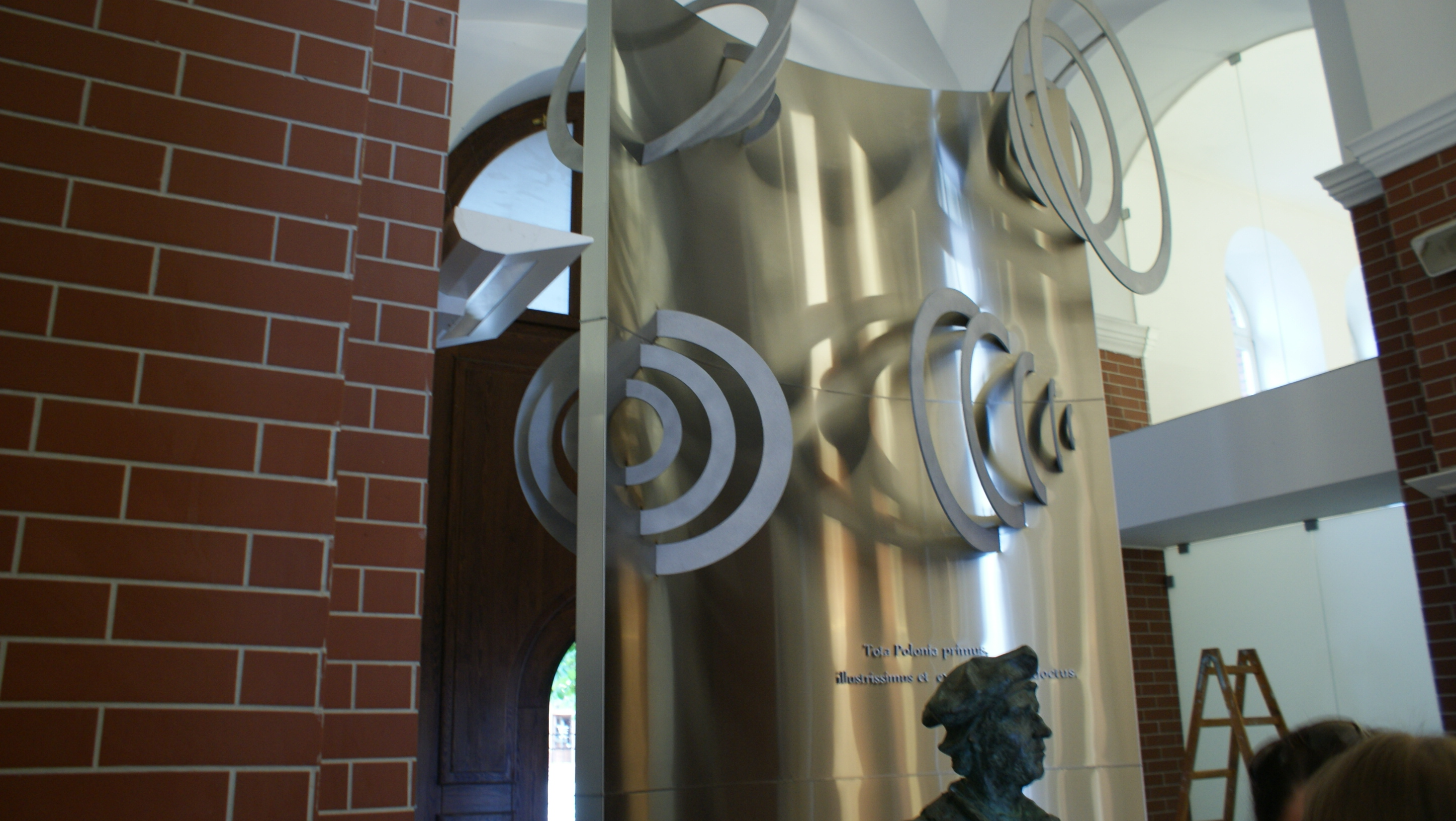
Ściana Witelona